# Des enfants sur la Trois
Des enfants sur la Trois était une émission de télévision française pour la jeunesse diffusée du 1er janvier 1974 au 30 mars 1974, tous les jours sauf le dimanche à 18h35 sur la troisième chaîne de l'ORTF. L'émission s'est arrêtée au bout de 78 numéros.
Aucun dessin animé dans cette émission mais des sujets sur des thèmes comme les animaux, la musique, le théâtre, le sport..